# Манский район

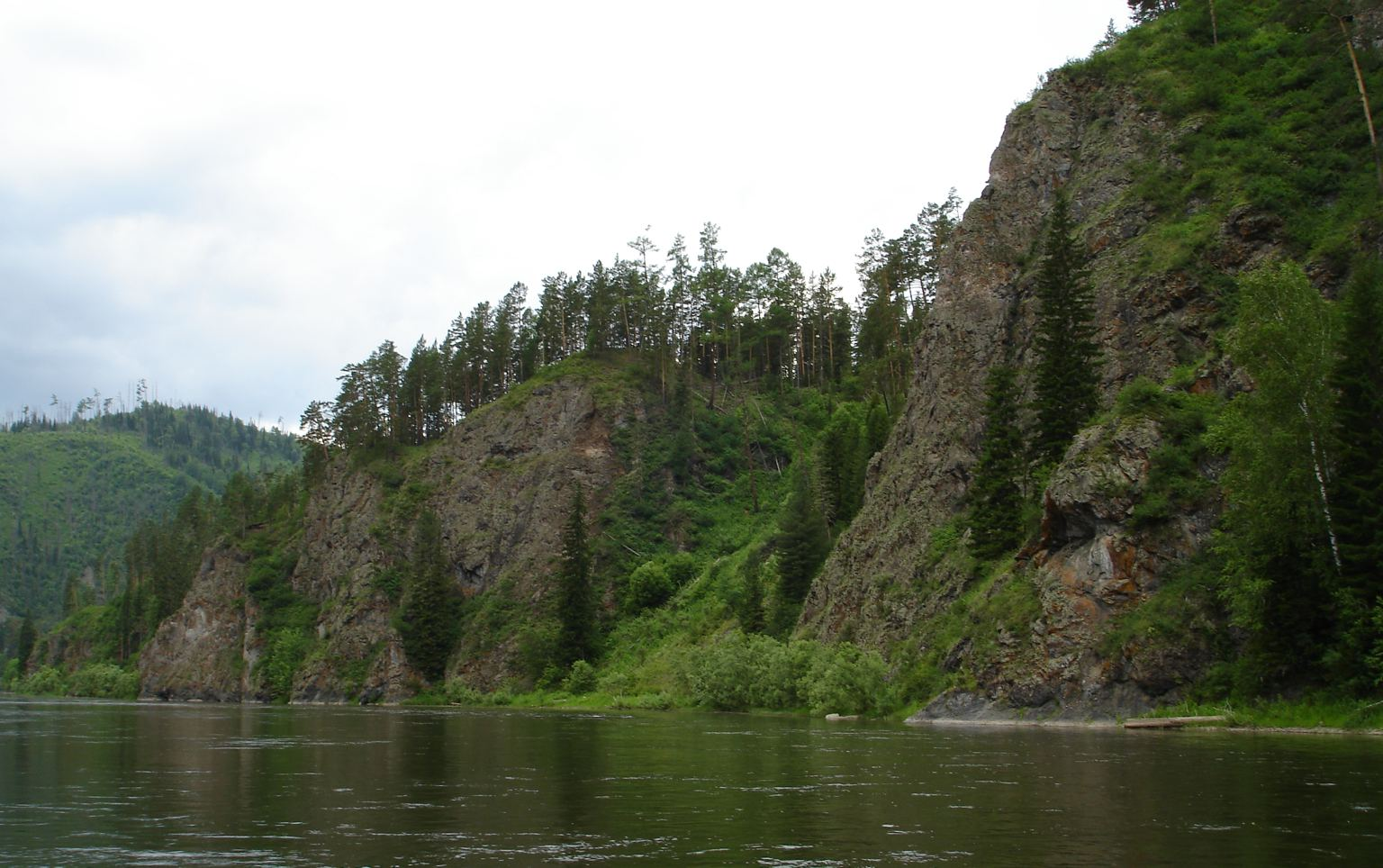
Река Мана

Ма́нский район — административно-территориальная единица (район) и муниципальное образование (муниципальный район) в центральной части Красноярского края России.
Административный центр — село Шалинское.

## География
Район расположен в центральной части Красноярского края. Протяжённость района с севера на юг 197 км. Площадь района 5,976 тыс. км². По территории района протекает река Мана, давшая название всему району.
На территории района расположена вторая в России по протяжённости ходов пещера — «Большая Орешная».
В районе находятся также пещеры Баджейская, Тёмная, Ледяная, Белая, Медвежья, входящие в состав памятника природы краевого значения «Баджейские пещеры», подлежащие охране как уникальные участки неживой природы и местообитания редких видов фауны.
Сопредельные территории:
- север и северо-запад: Берёзовский район
- северо-восток: Уярский район
- юго-восток: Партизанский район
- юг: Курагинский район
- юго-запад: Балахтинский район

## История
Район образован 4 апреля 1924 года.

## Население
| 1939    | 1959    | 1970    | 1979    | 1989    | 1995    |
| ------- | ------- | ------- | ------- | ------- | ------- |
| 31 190  | ↗36 398 | ↘28 404 | ↘21 545 | ↗21 888 | ↘20 600 |
| 2000    | 2001    | 2002    | 2003    | 2004    | 2005    |
| ↘19 100 | ↘18 800 | ↘18 618 | ↘18 400 | ↘18 200 | ↘17 900 |
| 2007    | 2009    | 2010    | 2011    | 2012    | 2013    |
| ↗18 273 | ↘17 502 | ↘16 077 | ↘15 990 | ↗16 049 | ↘15 950 |
| 2014    | 2015    | 2016    | 2017    | 2018    | 2019    |
| ↘15 849 | ↗15 885 | ↗15 925 | ↘15 780 | ↘15 668 | ↘15 558 |

## Административное устройство
В рамках административно-территориального устройства район включает 11 административно-территориальных единиц — 11 сельсоветов.
В рамках муниципального устройства, в муниципальный район входят 11 муниципальных образований со статусом сельских поселений.:
| №  | Сельское поселение          | Административный центр | Количество населённых пунктов | Население | Площадь, км2 |
| -- | --------------------------- | ---------------------- | ----------------------------- | --------- | ------------ |
| 1  | Выезжелогский сельсовет     | деревня Выезжий Лог    | 3                             | 394       |              |
| 2  | Камарчагский сельсовет      | посёлок Камарчага      | 6                             | 2708      |              |
| 3  | Каменский сельсовет         | село Нижняя Есауловка  | 6                             | 1387      |              |
| 4  | Кияйский сельсовет          | село Кияй              | 7                             | 893       |              |
| 5  | Колбинский сельсовет        | посёлок Колбинский     | 3                             | 693       |              |
| 6  | Нарвинский сельсовет        | село Нарва             | 1                             | 1209      |              |
| 7  | Орешенский сельсовет        | посёлок Орешное        | 2                             | 429       |              |
| 8  | Первоманский сельсовет      | посёлок Первоманск     | 4                             | 2180      |              |
| 9  | Степно-Баджейский сельсовет | село Степной Баджей    | 3                             | 444       |              |
| 10 | Унгутский сельсовет         | посёлок Большой Унгут  | 4                             | 694       |              |
| 11 | Шалинский сельсовет         | село Шалинское         | 6                             | 4749      |              |

### Населённые пункты
В Манском районе 45 населённых пунктов.
В сносках к названию населённого пункта указана административно-территориальная принадлежность

| Шалинское         | ↘3932 |
| Камарчага         | 1857  |
| Первоманск        | 1749  |
| Нарва             | ↘1209 |
| Нижняя Есауловка  | 690   |
| Колбинский        | 538   |
| Верхняя Есауловка | 520   |
| Тертеж            | 485   |
| Большой Унгут     | 463   |
| Кияй              | 459   |
| Выезжий Лог       | 409   |
| Новоникольск      | 399   |
| Орешное           | 390   |
| Ветвистый         | ↘294  |
| Степной Баджей    | 283   |

| Сосновка        | 241  |
| Анастасино      | 219  |
| Покосное        | 210  |
| Жержул          | 203  |
| Сорокино        | 167  |
| Малая Камарчага | 155  |
| Кускун          | ↘145 |
| Кирза           | 138  |
| Ручейки         | ↘109 |
| Сугристое       | 107  |
| Новомихайловка  | 96   |
| Пимия           | 96   |
| Новосельск      | 92   |
| Малый Унгут     | 82   |
| Сергеевка       | 81   |

| Жайма           | 58 |
| Островки        | 51 |
| Нововасильевка  | 39 |
| Новогеоргиевка  | 28 |
| Белогорка       | 22 |
| Правый          | 17 |
| Спирино         | 12 |
| Тингино         | 10 |
| Жайма           | 7  |
| Самарка         | 7  |
| Кубеинка        | 4  |
| Новоалексеевка  | 4  |
| Верхнешалинское | 3  |
| Голубевка       | 1  |
| Ягодный         | 0  |

## Местное самоуправление
Манский районный Совет депутатов
Количество депутатов: 20.
Дата избрания: 19 сентября 2021. Срок полномочий: 5 лет.
| Фракция             | Кол-во депутатов |
| ------------------- | ---------------- |
| Единая Россия       | 11               |
| ЛДПР                | 4                |
| КПРФ                | 3                |
| Справедливая Россия | 2                |

Председатель
- Лишанков Руслан Михайлович

Глава Манского района
- Лозовиков Максим Геннадьевич. Дата избрания: 27.01.2023. Срок полномочий: 5 лет.

## Экономика
Основные отрасли экономики района — сельское хозяйство, в промышленности — лесозаготовка, лэнд-девелопмент.
Крупные предприятия района:
- ООО «Агрохолдинг Камарчагский» (с. Нижняя Есауловка),
- КГБУ «Манское лесничество» (с. Шалинское),
- ООО «Унгутское» (п. Большой Унгут),
- ООО «Премьер Агро» (д. Новоникольск).

Другие предприятия района:
- ООО «Колбинское ЖКХ».

## Транспорт
Северную часть района пересекают федеральная автодорога М53 «Байкал» и Транссибирская железнодорожная магистраль. Главной внутрирайонной автодорогой является трасса Кускун — Нарва — Минусинск, отходящая от трассы М53 и пересекающая район с севера на юг. Вдоль юго-восточной границы района, на некоторых участках его территории, проходит трасса железной дороги Абакан — Тайшет. Автобусный транспорт представлен одним предприятием, насчитывающим 10 внутрирайонных  и 4 междугородних маршрута.

## Культура
В районе издаётся общественно-политическая газета общественно-политическая газета «Манская жизнь». Также вещает 5 аналоговых : Россия-1, Первый канал, НТВ, "Культура" и Енисей — и 10 цифровых каналов .

## Образование
В систему образования района входят: 30 образовательных учреждений, в том числе 7 начальных малокомплектных и 7 общеобразовательных школ, начальная и вечерняя школы, коррекционная школа-интернат, дом детского творчества, детский дом, филиал Уярского СПТУ-63.

## Здравоохранение
В систему здравоохранения района входят: центральная районная больница, две сельских участковых больницы, 20 фельдшерско-акушерских пунктов.